# Impressions (Aardvark-Jazz-Orchestra-Album)
Impressions ist ein Jazzalbum des Aardvark Jazz Orchestra, das 2006, 2012 und 2013 an verschiedenen Veranstaltungsorten des Massachusetts Institute of Technology (MIT) in Cambridge (Massachusetts) aufgenommen und 2014 bei Leo Records veröffentlicht wurde.

## Hintergrund
Impressions war das elfte Album des Aardvark Jazz Orchestra und die siebte Produktion für Leo Feigins Label Leo Records. Das von Bandleader Mark Harvey komponierte Material nimmt u. a. Bezug auf soziale Missstände, wie der Wohnsituation in Boston („Urban Renewal/Loss & Lament“), der Bürgerrechtsbewegung der 1960er-Jahre („The Journey“) und der Geschichte von Sacco und Vanzetti („Passione“).

## Titelliste
- Aardvark Jazz Orchestra: Impressions (Leo Records – CD LR 695[2][3])

1. Impressions 4:51
2. Urban Renewal / Loss & Lament 9:46
3. Vistas 6:34
4. The Journey 10:41
5. Passione 5:14
6. Elemental 16:58
7. Neanderthaleology 17:04

Alle Kompositionen stammen von Mark Harvey. Die Titel Impressions, Urban Renewal/Loss & Lament, The Journey und Passione wurden am 20. April 2013 im Kresge Auditorium des Massachusetts Institute of Technology (MIT) in Cambridge (Massachusetts) aufgenommen. Der Titel Vistas wurde am 1. Juni 2006 im Broad Institute des MIT, Elemental und Neanderthaleology am 14. April 2012 im Kresge Auditorium des MIT aufgenommen.

## Rezeption
In All About Jazz verglich Angelo Leonardi die Musik des Orchesters mit der von George Russell, Gil Evans, Claudio Roditi, Howard McGhee, Sam Rivers und Kenny Dorham; bezeichnend für Harveys Band sei ein Eklektizismus, was musikalisch kontrastierende Situationen schaffe; die Kompositionen oszillieren von abstrakten Momenten, akademischen Experimenten bis hin zu Quasi-Rock-Versatzstücken, wobei rhythmisch die E-Gitarre zum Zuge kommt. Neanderthaleology schafft einen episodischen Fluss freier Improvisationen; im Gegensatz dazu stehe das Swing-betonte, mit Bezügen zu Gil Evans’ vor-elektrischer Phase stehende „Urban Renewal/Loss & Lament“. Von anderer Identität sei das zufallsgesteuerte und schlichte „Vistas“, das Timbres variierende, leidenschaftliche „The Journey“, mit einer Vokaleinleitung von Grace Hughes und packenden Orchestration mit solistischen Beiträgen des Saxophonisten Arni Cheatham, des Bassposaunisten Bill Lowe und des Gitarristen Peter Herman. Auch wenn es einige Schwächen gäbe (etwa in der langen Vokalsequenz von Jerry Edwards), stellte Leonardi resümierend fest, sei das Aardvark Jazz Orchestra ein beachtenswertes Ensemble, das Aufmerksamkeit verdiene.
Für François Couture liefere Mark Harveys Aardvark Jazz Orchestra im gleichen Maße seine „normalste“ und erfolgreichste Platte ab. Da gebe es „keine zusammengeballten Trompeten, kein Konzept[album] zum 9/11, einfach nur eine kreative Bigband, die live einen neuen Set von Harveys Kompositionen darbietet“. Die Einflüsse der Band reichen von Duke Ellington und Sun Ra; die Musik sei entschieden jazzorientierter als bei den vorangegangenen Veröffentlichungen des Orchesters. Höhepunkte des Albums seien die drei Titel, in denen die Sänger Grace Hughes und Jerry Edwards herausgestellt werden. Harvey gelinge es, mit Zeitdauern zu spielen; er schaffe es, Themen in kurzen Stücken herauszuarbeiten, und in den längeren Stücken scheut er sich nicht, die Band pausieren zu lassen, bevor er sich einem neuen Thema zuwendet. Impressions sei eine höchst unterhaltsame Platte mit überzeugenden Stücken und einer starken Darbietung.

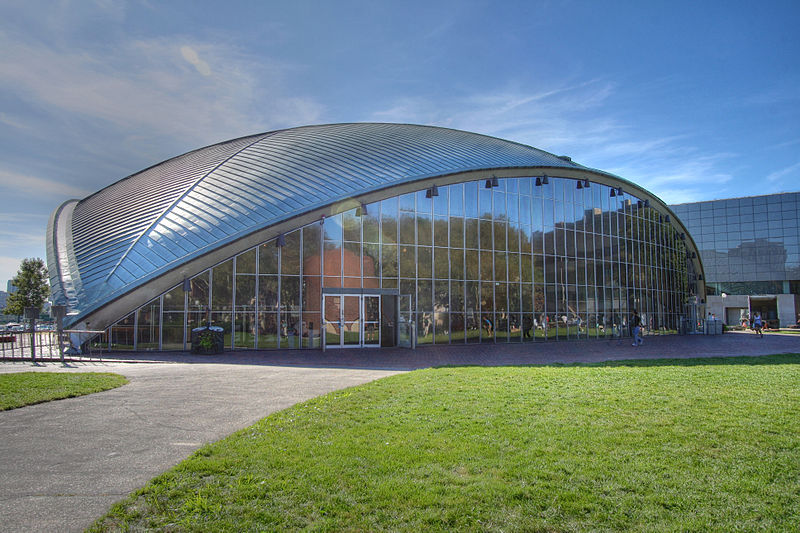
Das Kresge Auditorium auf dem Campus des MIT (Cambridge), in dem das Aardvark Jazz Orchestra 2012/13 auftrat

Der Autor von JazzTimes urteilte über Impressions, der Albumtitel greife die impressionistisch anmutende Musik der Band bei dieser Produktion auf, die eine Vielzahl von Stimmungen, Emotionen und Klangfarben schaffe, und auch Impressionen historischer Ereignisse. Damit stehe das Orchester in der Tradition der Musik von Duke Ellington, Charles Mingus und Charlie Haden, wenn etwa Harveys Kompositionen sich mit soziokulturellen Bostoner Themen beschäftigen, wie The Journey mit dem Kampf der Aufhebung der Segregation in Schulen, West End Rundown, das sich mit dem Fiasko der Stadterneuerung in Bostons West End Viertel beschäftige, oder Passione, das an die Tragödie von Sacco und Vanzetti erinnere. Dabei reiche die exploratorische Musik von lyrischen bis zu dadaistischen, von meditativen bis zu monumentalen Klangelementen.
Stuart Kremsky wandte angesichts der Themenwahl im Cadence Jazz Magazine ein, Harveys Herz schlage sicher auf der richtigen Seite, doch sei es für ihn die Frage, warum solche wichtigen Anliegen zu solch einer statischen und uninspirierten Musik führten. Das liege möglicherweise am akademischen Umfeld, in dem die Stücke bei drei verschiedenen Gelegenheiten auf dem MIT-Campus in Cambridge aufgenommen wurden. Auch führe die Bandbezeichnung Jazz Orchestra auf dem Frontcover zu falschen Erwartungen, was etwe die Darbietungen der Gastvokalisten Jerry Edwards und Grace Hughes angehe, mit dem „schwebenden Fliegen des unbestimmten Vistas oder dem behäbig-massigen Klang von Passione.“ Funkrhythmen würden Neanderthaleology nur kurz beleben, ansonsten trotte das Stück über 17 Minuten dahin. Bemerkenswert sei das Solo des Posaunisten Bob Pilkington, das die unterhaltsamsten Minuten der ganzen Session bilde. Der Autor fasst seine Vorbehalte zusammen: „Wenn man ganz bewusst artifiziell-orchestrale Musik mag, sei Impressions genau richtig. Im anderen Fall solle man hierum einen großen Bogen machen.“